# Jens Martin Knudsen
Pour les articles homonymes, voir Jens Martin Knudsen (football) et Knudsen.
Jens Martin Knudsen, né le 12 octobre 1930 à Haurum et mort le 17 février 2005 à Copenhague, est un astrophysicien danois.

## Distinctions
- Chevalier de l'ordre de Dannebrog